# Марчук, Валентин Мефодиевич
Валентин Мефодиевич Марчук (21 февраля 1928, Новаковка, Зиновьевский округ — 16 января 2017, Киев) — советский и украинский правовед, доктор юридических наук (1978), профессор (1985). Подполковник МВД СССР. Член КПСС до 1991. Заслуженный деятель науки и техники Украины.

## Биография
Родился в рабочей семье. В 1947 году поступил на юридический факультет КГУ имени Т. Г. Шевченко который окончил в 1952 году.
После окончания университета в 1953—1960 годах занимал должность преподавателя юридических дисциплин (уголовное право, уголовный процесс) в учебных заведениях КГБ СССР.
В 1960—1965 годах работал в секторе государства и права Академии Наук УССР (Киев).
С 1965 по 1977 год доцент юридического факультета в Киевском ордена Ленина государственном университет имени Т. Г. Шевченко.
В 1977—1983 годах начальник кафедры административного права Киевской высшей школы МВД СССР им. Ф. Э. Дзержинского в звании подполковника МВД СССР.
В то же время преподавал в Киевском филиале Всесоюзного института повышения квалификации руководящих работников исправительно-трудовых учреждений МВД СССР.
В 1983—1985 годах — профессор секции права Киевского политехнического института.
В 1985 по 1993 годах — профессор секции права Киевского института инженеров гражданской авиации.
С 1993 года — профессор кафедры права Киевского национального торгово-экономического университета, в то же время с 1995 — заведующий кафедры права Межрегиональной Академии управления персоналом.
Занимался исследованиями в области административно-правовых проблем организации государственного управления, вопросами кадровой работы, внедрение способов государственного управления, общественной теорией государства и права.

## Личная жизнь
Жена Николаева Людмила Викторовна кандидат юридических наук, профессор. Дочь Роксолана.
Умер в Киеве 16 января 2017 года. Похоронен на Лукьяновском кладбище.

## Научные работы
Является автором научных работ по вопросам административного права и теории государства и права.
- Органы государственного управления УССР на современном этапе / Акад. наук УССР. Сектор государства и права. — Киев: Наукова думка, 1964. — 192 с.
- Совершенствование аппарата государственного управления УССР на современном этапе коммунистического строительства (1964);[3]
- Основные направления совершенствования аппарата государственного управления в современных условиях (1965);[4]
- Научные основы управления в государственном аппарате (1973);
- Основы научной организации государственного управления. Административно-правовой аспект (1976);[5]
- Административно-правовой аспект научной организации государственного управления (1977);
- Основы научной организации государственного управления (административно-правовой аспект. Общая часть) : учебное пособие 97 c. издательство: КВШ МВД СССР[6]
- Основные понятия и категории права (1979);
- Правомерное поведение, правонарушения и юридическая ответственность (1996);
- Основные понятия и категории права: Научное пособие 144 с. (2001, в соавторстве с Николаевой Л. В.);[7]
- Очерки из теории права: Научное пособие (2004, в соавторстве с Николаевой Л. В.);[8]
- Теория государства и права: Научное пособие (2012 — переиздано в 2019, в соавторстве с Л. В. Николаева и Гуржий Т.А).[9]